# Irina Kudrizkaja
Irina Kudrizkaja (russisch Ирина Кудрицкая) ist eine russische Sommerbiathletin.
Irina Kudrizkaja bestritt ihre ersten internationalen Meisterschaften im Rahmen der Sommerbiathlon-Europameisterschaften 2012 in Osrblie. Im Sprintrennen verpasste sie hinter Switlana Krikontschuk, Anastasiya Kuzmina und Judith Wagner nur um einen Platz den Gewinn einer Medaille, in der Verfolgung wurde sie Fünfte. Als insgesamt beste russische Läuferin dieser Rennen qualifizierte sie sich für die Mixed-Staffel, wo sie mit Olga Prokopjewa, Rustem Dawletschin und Rinat Gilasow Europameisterin wurde.